# Who See
«Who See» (также «Who See Klapa») — черногорский хип-хоп дуэт, который совместно с Ниной Жижич были выбраны представить Черногорию на конкурсе песни «Евровидение 2013», с песней «Igranka».

## История
Коллектив был создан в 2002 году Деяном Дедовичем (черног. Dejan Dedović) и Марио Джорджевичем (черног. Mario Đorđević), известных под псевдонимами «Dedduh» и «Noyz» соответственно.
В течение своего существования участники были наиболее известны как бэк-вокалисты у ряда сербских и черногорских рэп-исполнителей. В 2007 году «Who See» выпустили дебютный альбом «Sviranje kupcu», а в 2008 году успешно выступили на фестивале хип-хоп музыки «Refresh Festival 2008».
В 2012 году дуэт стал обладателем премии «MTV Europe Music Awards 2012» как «лучшие исполнители Адриатического побережья».
В конце 2012 года были выбраны местным телерадиовещателем как представители Черногории на конкурсе песни Евровидение 2013, который состоялся в Мальмё (Швеция). Конкурсная композиция называлась «Igranka». Группа выступила в первом полуфинале, который прошёл 14 мая 2013 г., однако не прошла отбор в финальный тур.